# كولن ستانسفيلد سميث
كولن ستانسفيلد سميث (1 أكتوبر 1932 - 19 يونيو 2013) (بالإنجليزية: Colin Stansfield Smith)‏ هو مهندس معماري ولاعب كريكت بريطاني.